# 金钦汉
金钦汉（1937年10月27日—2025年6月15日），男，浙江东阳人。中华人民共和国分析化学家，吉林大学教授。主要从事微波化学研究。

## 生平
1937年10月27日，出生于浙江省东阳县白云乡下南田畈一个农民家庭。曾就读于浙江省东阳中学。1955年，考入东北人民大学化学系。1958年，东北人民大学划归吉林省领导，更名为吉林大学。金钦汉转入北京大学技术物理系放射化学专业。1959年毕业后，进入吉林大学化学系担任助教。1978年，在北京语言学院进修英语。1979年至1980年，在英国帝国理工学院和曼彻斯特大学担任访问学者。1985年，晋升教授。1988年至1990年，担任美国印第安纳大学化学系访问教授。1990年至1993年，兼任中国科学院长春应用化学研究所博士生导师。1992年至1996年，任吉林大学研究生院院长。2006年至2013年，担任浙江大学签约教授，与方肇伦共同创建了浙江大学分析仪器研究中心，担任执行主任。2012年9月，金钦汉捐赠407925元人民币，设立吉林大学教育基金会“金钦汉分析化学奖学金基金”。2025年6月15日5时27分，在杭州逝世。

## 贡献
代表性论著有“环境样品中痕量汞测定方法的标准化”、“气相色谱用微波等离子体离子化检测器”等。1985年，金钦汉课题组首创了微波等离子体光谱仪和色谱用微波等离子体离子化检测器，获1987年国家教委科技进步二等奖。2014年，出席第八届中国科学仪器发展年会，获得仪器信息网首届“科学仪器行业研发特别贡献奖”。

## 出版物
- . 北京: 科学出版社. 1999. ISBN 7-03-007346-0.